# لي مونتجومري
لي مونتجومري هو ممثل كندي، ولد في 3 نوفمبر 1961 بوينيبيغ في كندا.

## أعمال

### مسلسلات
- دالاس

## وصلات خارجية
- لي مونتجومري على موقع IMDb (الإنجليزية)
- لي مونتجومري على موقع ألو سيني (الفرنسية)
- لي مونتجومري على موقع تيرنر كلاسيك موفيز (الإنجليزية)
- لي مونتجومري على موقع أول موفي (الإنجليزية)
- لي مونتجومري على موقع قاعدة بيانات الأفلام السويدية (السويدية)
- لي مونتجومري على موقع إن إن دي بي (الإنجليزية)
- لي مونتجومري على موقع قاعدة بيانات الفيلم (الإنجليزية)
- لي مونتجومري على موقع كينوبويسك (الروسية)